# Miomantis prasina
Miomantis prasina är en bönsyrseart som beskrevs av Hermann Burmeister 1838. Miomantis prasina ingår i släktet Miomantis och familjen Mantidae. Inga underarter finns listade i Catalogue of Life.